# 8K 해상도

비교 차트

8K는 이미지나 디스플레이의 너비가 약 8000 픽셀인 해상도인데, 4K 해상도보다 4배, 고화질(HD) 콘텐츠에 가장 일반적인 해상도인 1080p보다 16배 높다.
SHD(Super High Definition) 또는 UHD-2(Ultra High Definition 2)라고도 하는 8K는 디지털 TV, 디지털 영화 및 기타 형태의 디지털 미디어를 위한 해상도 표준이다.
8K UHD는 NHK 방송기술연구소가 연구 개발을 진행하고 있는 초고정밀 영상 기술로, 국제전기통신연합(ITU)의 ITU-R권고에 의한 표준 디지털 비디오 포맷이다. 7680x4320 해상도에, 화소당 비트수는 24, 30, 36비트를 사용하며, 화면 비율 16:9, 화소수 33,177,600의 규격에 해당하는 영상 품질을 지원한다. 대화면, 초고선명 TV의 해결 과제였던 모션블러(motion blur: 빠르게 움직이는 피사체의 경계가 명확하지 않고 번져보이는 현상)를 줄이기 위해 초당 프레임수 120개가 추가되었다.

## 같이 보기
- 2K 해상도
- 4K 해상도
- 10K 해상도
- 16K 해상도
- 초고선명 텔레비전
- Rec. 2020
- 디지털 시네마토그래피